# Pierre Ismert
 Pierre Ismert , né le 30 mai 1768 à Teting-sur-Nied en Moselle et mort le 29 septembre 1826 à Arengosse dans les Landes, est un général français de la Révolution et de l’Empire.

## Biographie

### Du simple soldat au capitaine de cavalerie
Il entre en service dans le régiment suisse de Salis-Samade le 3 octobre 1783 avant de passer le 14 juillet 1789 dans la garde nationale parisienne soldée. Nommé lieutenant de cuirassiers dans la légion germanique le 4 septembre 1792, Pierre Ismert fait les deux campagnes de Dumouriez dans le Nord, et devient capitaine au même corps le 12 mai 1793. Envoyé en Vendée au commencement de l’an II, le capitaine Ismert reçoit un coup de feu dans le visage en poursuivant les insurgés à Châlons le 15 prairial.
Le 1er frimaire an III, il entre au 11e régiment de hussards par suite du licenciement de sa légion. Il se rend d'abord en l’an IV à l’armée du Rhin, puis en Helvétie en l’an VI et enfin en Italie en l’an VII. Blessé de deux coups de feu le 6 germinal de cette année, Ismert soutient avec 200 hussards un combat d’une heure et demie contre un bataillon de 800 Autrichiens appuyé par deux pièces d’artillerie, le 9 prairial an VIII, sur la route de Plaisance à Parme. Le 25 du même mois, à la bataille de Marengo, ayant marché avec sa troupe contre les forces adverses retranchées entre l’Emme et l’Orba, Ismert s’empare trois fois d’une batterie de 6 pièces de canon que la supériorité numérique des Autrichiens ne lui permet pas de conserver. Obligé de repasser l’Emme, il se joint au reste d’un bataillon de la 43e qui comme lui se trouve coupé et, prenant la tête de la colonne, parvient à se faire jour à travers les escadrons autrichiens jusqu'à hauteur de San-Carlo dont il s'empare.
Descendant de la famille Ismert, l’actuelle héritière est toujours vivante qui a le titre de baronne d’Ismert

### Au service de l'Empire

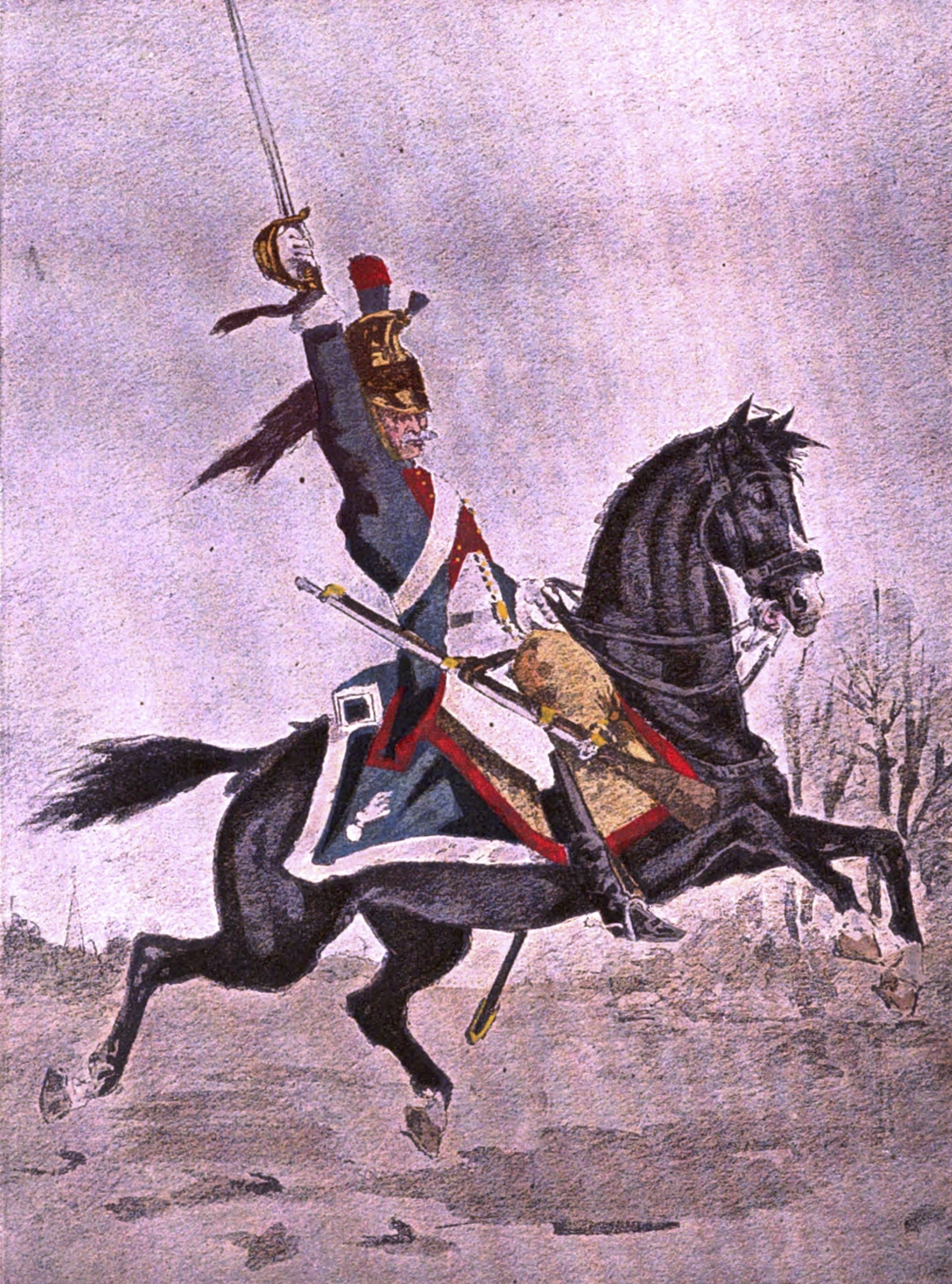
Ismert effectue la plus grande partie de son service dans la péninsule espagnole en tant que colonel du 2e dragons. Ici, un cavalier du régiment par Paul Bruyère, 1885.

Incorporé au 2e régiment de carabiniers à son retour d’Italie le 14 thermidor an IX, il est compris comme membre de la Légion d’honneur dans la promotion du 25 prairial an XII. Pierre Ismert fait avec la réserve de cavalerie les campagnes d’Autriche, de Prusse et de Pologne. Il se trouve notamment aux batailles d’Ulm, d’Austerlitz, d’Iéna et d’Eylau, et est nommé colonel à la suite le 8 mai 1807. Titulaire de ce grade au 2e régiment de dragons le 14 du même mois, le colonel Ismert entre en Espagne en 1808 au sein du 1er corps d’armée. Le 25 mars, à la tête de son régiment, il charge et disperse 10 000 insurgés qui coupaient la retraite au 1er régiment de dragons. Fait officier de la Légion d’honneur le 4 octobre 1808 et baron de l'Empire le 26 octobre suivant, il se trouve le 13 janvier 1809 à la bataille d'Uclès au cours de laquelle son unité taille en pièces un régiment espagnol, en tuant les trois quarts et faisant le reste prisonnier.
Le 28 mars suivant, lors de la bataille de Medellín, l’armée française doit un moment opérer un mouvement de repli. 4 000 fantassins et trois régiments de cavalerie espagnols menacent le flanc de la division allemande de sorte que son commandant, le général Leval, se trouve dans l’impossibilité d’effectuer sa retraite. Ismert se précipite alors avec ses dragons au milieu de la colonne ennemie et la culbute, avant d'obliquer sur les trois régiments de cavalerie qu'il met en déroute. La division allemande peut alors renverser la situation en sa faveur dans ce secteur du front, contribuant au succès général de la bataille. Ismert, qui a eu son cheval tué sous lui et a reçu lui-même une forte contusion dans la poitrine, est blessé de nouveau pendant la bataille de Talavera par un éclat d’obus au pied droit.
Dans les premiers jours de janvier 1812, la colonne expéditionnaire française envoyée devant Tarifa est réduite à la dernière extrémité par les pluies torrentielles qui la privent de toutes communications. Ismert, apprenant sa situation, fait prendre des vivres à son régiment et parvient après une marche périlleuse de trois jours à porter des subsistances aux soldats. Promu général de brigade le 8 février 1813, Pierre Ismert prend part le 21 juin à la bataille de Vitoria, et obtient le 25 novembre 1813 la décoration de chevalier de l'Ordre de la Couronne de fer à la demande du maréchal Soult qui, dans ses rapports, fait l'éloge de sa conduite.

### Fin de carrière
Nommé au commandement du département des Landes le 25 mars 1814 et chevalier de Saint-Louis le 5 octobre suivant, le général Ismert est momentanément rappelé le 20 mars 1815 et replacé à Mont-de-Marsan le 23 mai 1816. Mis à la retraite le 1er octobre 1816, il meurt le 29 septembre 1826 à Arengosse, dans les Landes.

## Famille
À la fin de la guerre d'Espagne, Pierre Ismert se marie le 9 décembre 1813 avec Henriette-Marie de Poudenx, fille d'Henri-François-Léonard comte de Poudenx (1741-1814), mestre de camp puis maréchal de camp en 1788, chevalier de Saint-Louis, chevalier de Saint-Lazare et du Mont-Carmel ayant participé à la guerre d'indépendance des États-Unis avec le régiment de Touraine et a été membre de la Société des Cincinnati, et cousine de Théophile Gautier. Il a acheté le château de Castillon, à Arengosse, au comte de Poudenx pour la somme de 256 000 francs payable en six ans. Le couple s'est alors installé au château de Castillon. Mis à la retraite et endetté après la bataille de Waterloo, il envisage de vendre le château de Castillon en 1823 mais Henriette-Émilie de Poudenx s'y oppose. Il a eu eux fils, Henri Agénor Paul d'Ismert, en 1815, et Henri Stephen Amédée d'Ismert, né au château de Castillon en 1818. La baronne d'Ismert a essayé de conserver le château pour ses fils, mais le château de Castillon est vendu sur saisie immobilière pour 200 000 francs en 1838. Henriette-Marie de Poudenx, baronne d'Ismert est décédée à Garein en 1859. Agénor d'Ismert est mort auprès de sa mère, à Garein, en 1842. Stephen d'Ismert est mort à Garein en 1874.